# Franco Ermini
Franco Ermini (Figline Valdarno, 13 agosto 1961) è un ex calciatore italiano.

## Carriera
Cresciuto nel Torino, nel 1980 viene mandato in prestito al Benevento dove esordisce da professionista in Serie C1, raccogliendo 29 presenze e 6 reti. La stagione successiva torna alla società granata, avendo così l'opportunità di giocare in Serie A, collezionando al termine del campionato 14 presenze ed un gol.

Ermini (in piedi, secondo da sinistra) all'Arezzo nel 1986-1987

Nel 1982 passa al Catanzaro rimanendo così sempre in massima serie: la stagione termina con la retrocessione dei calabresi e con un bottino di 16 gettoni ed una marcatura per il giocatore. Seguono molte stagioni tra i cadetti prima col Perugia e poi col Catania, prima di vestire la maglia dell'Arezzo per ben tre stagioni.
Nel 1988, sempre in B, veste la maglia della Sambenedettese con la stagione che si conclude con la retrocessione in C1 dei marchigiani. Rimane quindi nella stessa regione ma cambia squadra, acquistato dall'Ancona: qui ha la possibilità di tornare in massima serie nella stagione 1992-1993, arricchendo quindi di 14 presenze e 2 reti il suo ruolino in Serie A.
La stagione successiva passa al Bologna, appena giunto in C1. Conclude la carriera con il Baracca Lugo nel 1995.
Nella stagione 2012-2013 inizia la collaborazione come supervisore tecnico del settore giovanile dell'A.S.D. Garessio, squadra militante nella Seconda Categoria piemontese.